# Jan Nijsingh (1618-1670)

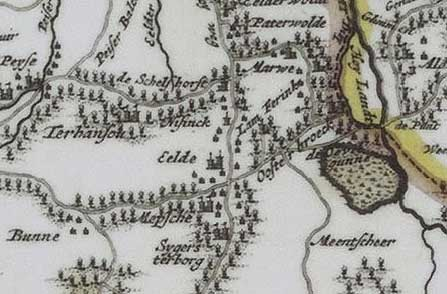
Het Nijsingghuis te Eelde (aangeven als Nisinck) op een kaart van Frederik de Wit (1630-1706)

Jan Nijsingh (Westerbork, 1 januari 1618 - Eelde, 9 november 1670) was landschrijver van de Landschap Drenthe.

## Leven en werk
Nijsingh was een zoon van de schulte van Westerbork Luitge Nijsingh en Berentyn Altingh. Hij studeerde vanaf 1637 rechten aan de universiteit van Groningen. Na zijn afstuderen vestigde hij zich als advocaat in Drenthe. Hij trouwde met Roelofje Alting, dochter van de schulte van Eelde Johan Alting en Margaretha Bronninger. Nijsingh en zijn vrouw woonden in bij hun schoonvader in het schultehuis van Eelde. Na het overlijden van zijn schoonvader kwam deze woning in het bezit van de familie Nijsingh en werd daarom het Nijsinghhuis genoemd. Van 1649 tot 1663 was Nijsingh kerkvoogd van de kerk van Eelde.
Als advocaat was Nijsingh betrokken bij het geschil  tussen de participanten in het veengebied van het Oostermoer en het schuitenschuiversgilde over het vervoer van de turf, waarbij ook de Landschap Drenthe betrokken raakte. In 1666 werd Nijsingh benoemd tot landschrijver van de Landschap Drenthe. Na zijn overlijden in 1670 werd hij als landschrijver opgevolgd door zijn zoon Lucas, die later gedeputeerde van Drenthe werd. Deze overdracht van vader op zoon was al twee jaar daarvoor in een resolutie van Ridderschap en Eigenerfden van Drenthe vastgesteld.